# Kanzlei und Wohnhaus Heinemann

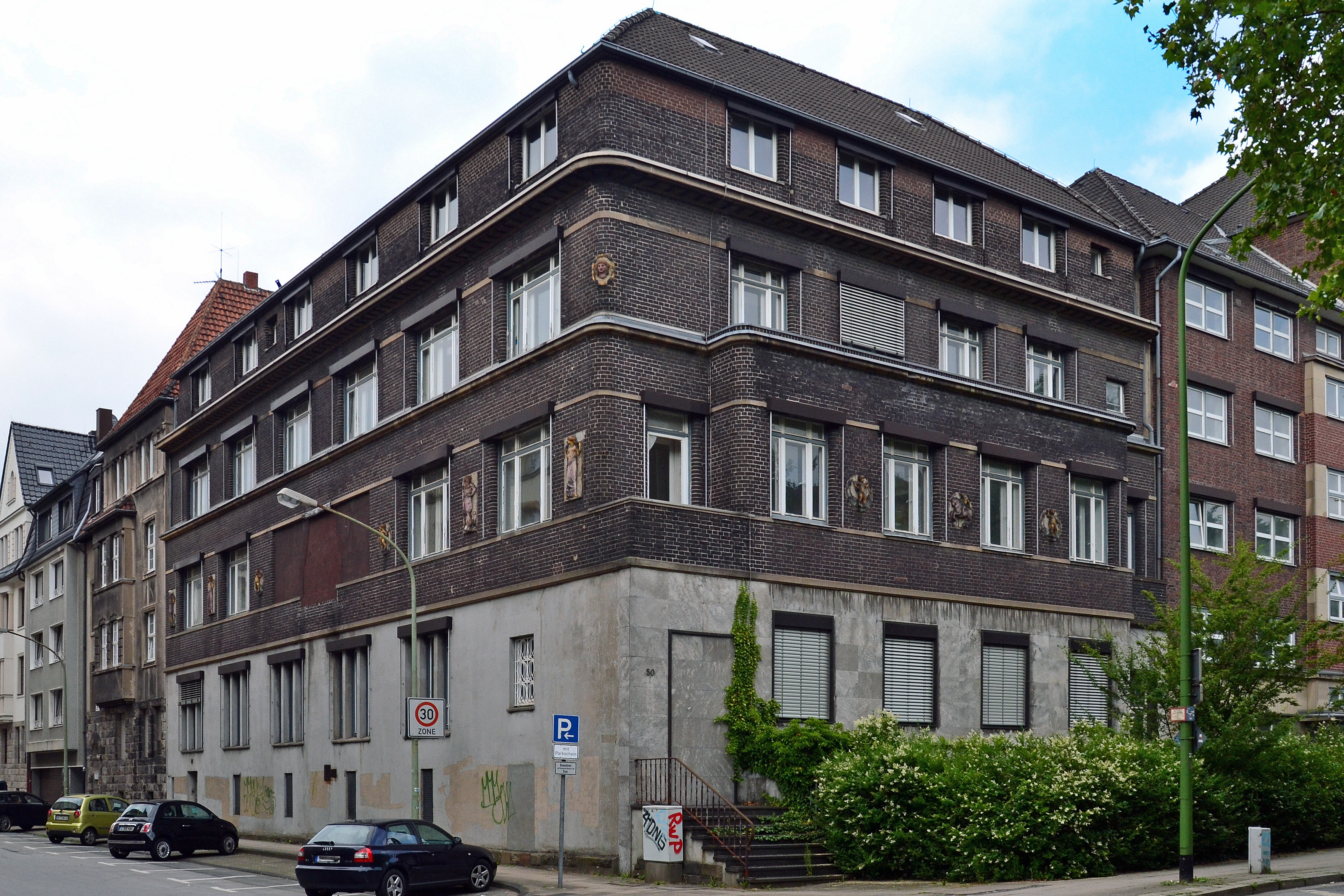
Kanzlei- und Wohnhaus Heinemann

Das ehemalige Kanzlei- und Wohnhaus Heinemann ist ein ursprünglich als Wohn- und Bürogebäude errichtetes Haus in Essen-Rüttenscheid, das seit 2012 unter Denkmalschutz steht. Es diente später als Sitz des Katasteramts, als Bürogebäude eines Montanunternehmens und zuletzt der Staatsanwaltschaft Essen.

## Geschichte
Das Gebäude wurde 1913–1914 nach einem Entwurf des Essener Architekten Edmund Körner als Kanzlei- und Wohnhaus im Auftrag des jüdischen Rechtsanwalts und Notars Salomon Heinemann erbaut. Heinemann und seine Ehefrau Anna Heinemann waren Mäzene der Stadt Essen, vor allem des Museums Folkwang. Ihre Kunstsammlung, die testamentarisch dem Museum Folkwang vermacht werden sollte, fiel jedoch in der Pogromnacht vom 9. auf den 10. November 1938 einer Brandstiftung durch SA-Leute zum Opfer. Die Eheleute Heinemann vergifteten sich daraufhin am 14. November 1938 mit Leuchtgas, woran Anna Heinemann sofort, ihr Ehemann Salomon Heinemann zwei Tage später verstarb. Zwei Stolpersteine vor dem Haus erinnern an das Ehepaar. Nach diesem Ereignis wurde das Gebäude zunächst als staatliches Katasteramt genutzt. Nach dem Zweiten Weltkrieg gehörte es der Bergwerke Essen Rossenray AG. Von 1976 bis 2006/2007 war hier die Staatsanwaltschaft Essen untergebracht.
Am 6. Dezember 2012 wurde das Haus als kompletter Baukörper, einschließlich der inneren originalen Bausubstanz, als Beispiel für die Reformarchitektur in die Denkmalliste der Stadt Essen eingetragen. Es zeugt von der Geschichte des Gerichtsstandorts Essen und seiner Justizgeschichte sowie vom jüdischen, bürgerlichen Leben in Essen und dessen Selbstverständnis. Hinzu kommt der künstlerische Anspruch des Architekten Edmund Körner, der in Essen mehrere bedeutende Gebäude schuf.

## Lage und Umgebung
Das Gebäude steht auf dem nordöstlichen Eckgrundstück an der Kreuzung Zweigertstraße/Kortumstraße und war während der Nutzung durch die Staatsanwaltschaft mit dem gegenüberliegenden Gerichtsgebäude durch einen Übergang im ersten Obergeschoss verbunden. Der Übergang wurde abgebrochen, die Öffnung in der Außenwand geschlossen und verputzt; der Kontrast der verputzten Fläche zur Backsteinfassade erinnert an den mehrfachen Nutzungswandel des Hauses.

## Architektur
Sockel- und Erdgeschoss des viergeschossigen Gebäudes mit Walmdach waren ursprünglich mit hellem Haustein verkleidet und setzten sich von der darüber liegenden Backsteinfassade ab. Diese wurden später purifiziert und mit Muschelkalk verkleidet. Im hellen Haustein wurden schmale umlaufende Bänder in der Höhe der Sohlbänke und Fensterstürze geschaffen. Die Fassade ist zwischen den Fenstern im ersten Obergeschoss mit Keramikreliefs geschmückt. Ein isoliertes Kopfrelief befindet sich an der abgerundeten Ecke im zweiten Obergeschoss.
Die hochrechteckigen Keramikreliefs zur Kortumstraße stellen unterschiedliche Figuren dar, darunter eine weibliche mythologische Antik-Figur mit blauem Pfau. Der blaue Pfau ist Attribut Junos, die als Allegorie der Liebe und der Schönheit dargestellt wird. Die männliche, bärtige Figur zeigt als Attribut einen Drachen und einen Knüppel.
An der Fassade zur Zweigertstraße sind Putten als Keramikreliefs zu sehen. Diese farbig glasierten, figürlichen Reliefs und -medaillons an der Fassade veranschaulichen die Idee, regionale Baustoffe zu verwenden.
Das blockartige Gebäude ist durch seine Sachlichkeit, Einfachheit und Funktionalität ein Beispiel der Reformarchitektur, die dem Historismus folgte und in die Moderne sowie in die Heimatschutzarchitektur mündete:

„Die Fassadendekoration mit ihren Keramikreliefs […] ist ein Beispiel für den sogenannten Reformstil, der zwischen Historismus und Jugendstil auf der einen Seite sowie Neuem Bauen auf der anderen Seite angesiedelt ist […] Der Reformstil hat Schlüsselfunktion für die Architekturgeschichte des 20. Jahrhunderts und mündete in der Moderne sowie andererseits im beschaulichen Heimatschutzstil […] [Das] Gebäude veranschaulicht die Idee des Reformstils, regionale Baustoffe zu verwenden […] Es wird die Anknüpfung zur rheinischen Heimatschutzbewegung veranschaulicht, die ihrerseits zur Wiederbelebung und Verbreitung des Backsteinbaus beigetragen hat.“

## Sanierung
Das ehemalige Kanzlei- und Wohnhaus stand nach dem Auszug der Staatsanwaltschaft Essen jahrelang leer und wurde schließlich vom Land NRW zum Verkauf angeboten. Der Architekt und Projektentwickler Albert Sevinc erwarb die Immobilie im Jahr 2012. Er sanierte das Haus komplett, um es nicht nur wieder als Wohn- und Bürohaus nutzbar zu machen, sondern auch um das Andenken an den Bauherrn Salomon Heinemann und seine Frau Anna lebendig zu halten. Nach Abschluss der Sanierungsarbeiten fand am 16. November 2016 im Haus eine Gedenkfeier für sie statt. Ferner wurde ein Buch über die Geschichte des Hauses herausgegeben und eine Gedenktafel für das Ehepaar Heinemann am Gebäude angebracht. In dem Haus befinden sich gegenwärtig 36 Wohnungen, 4 Büroflächen und eine gastronomisch genutzte Fläche im Souterrain.

Reliefs
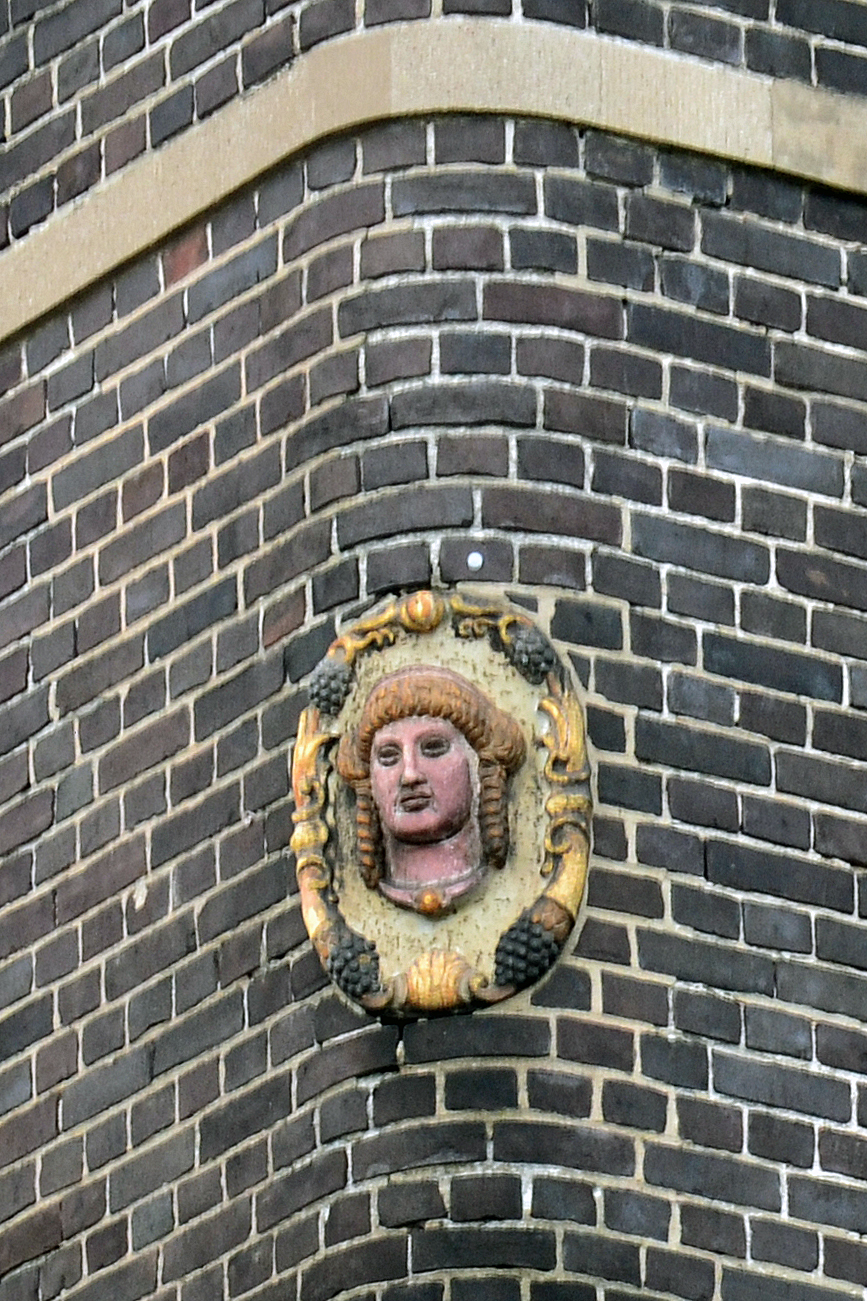
Kopfrelief
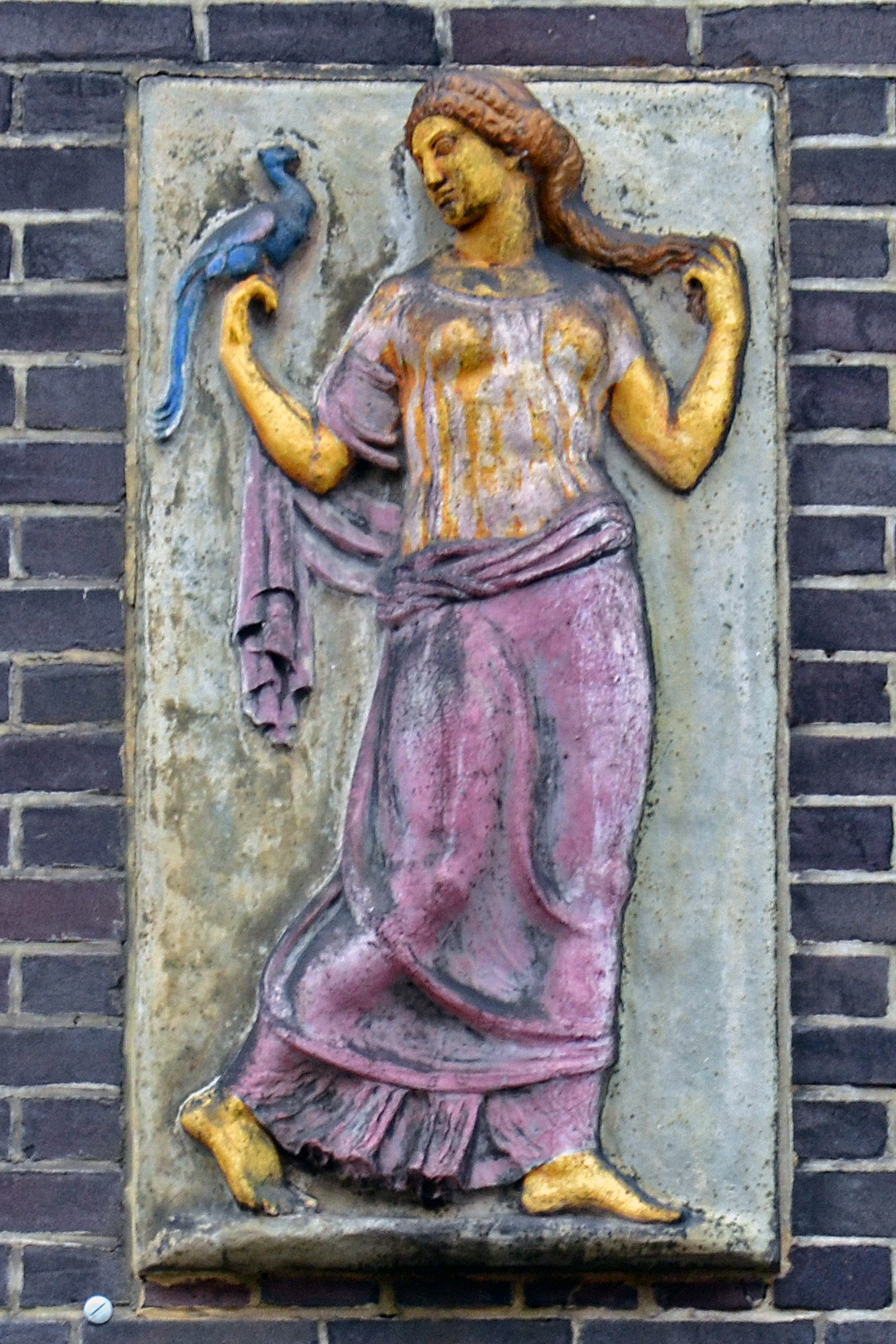
Weibliche Figur
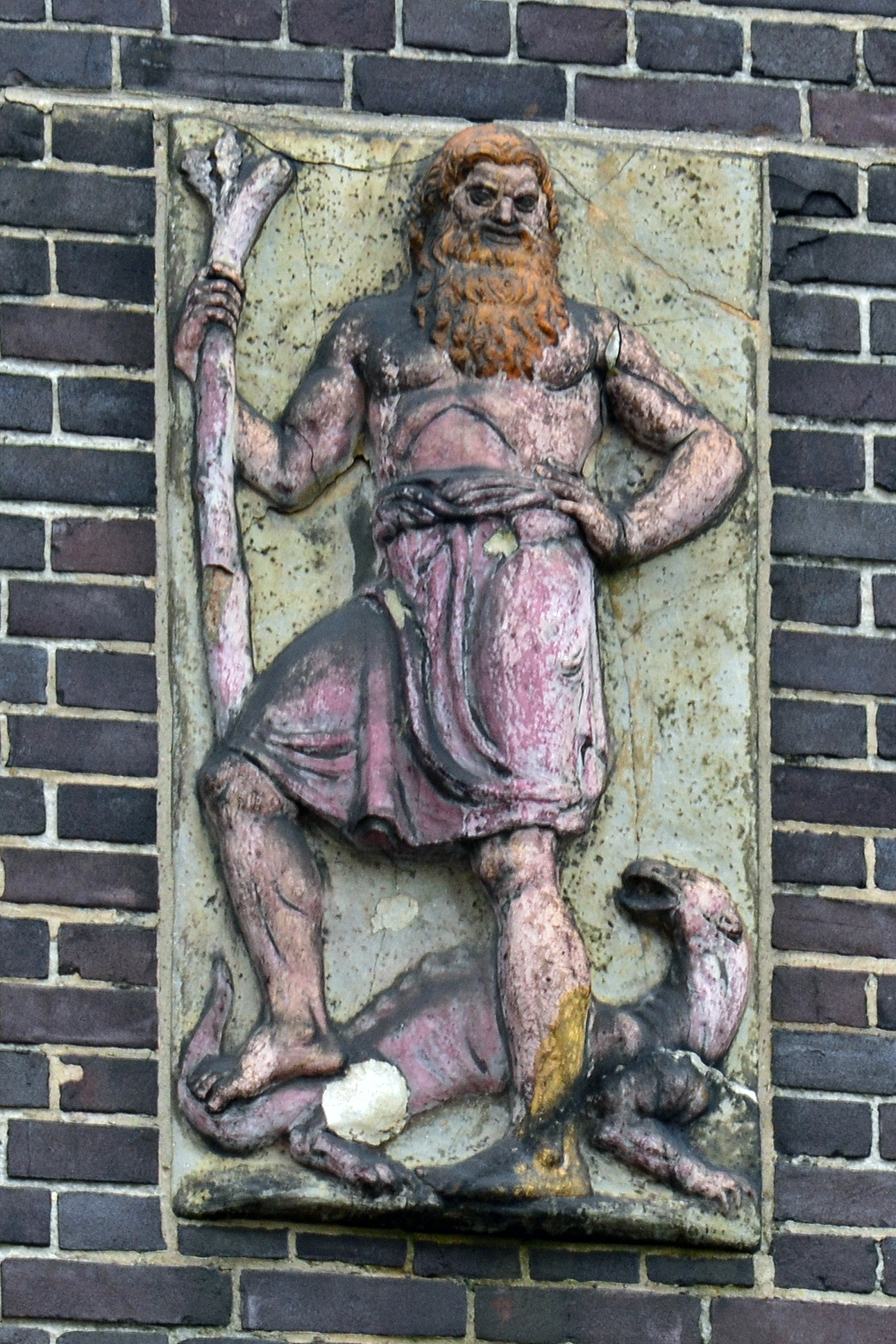
Männliche Figur
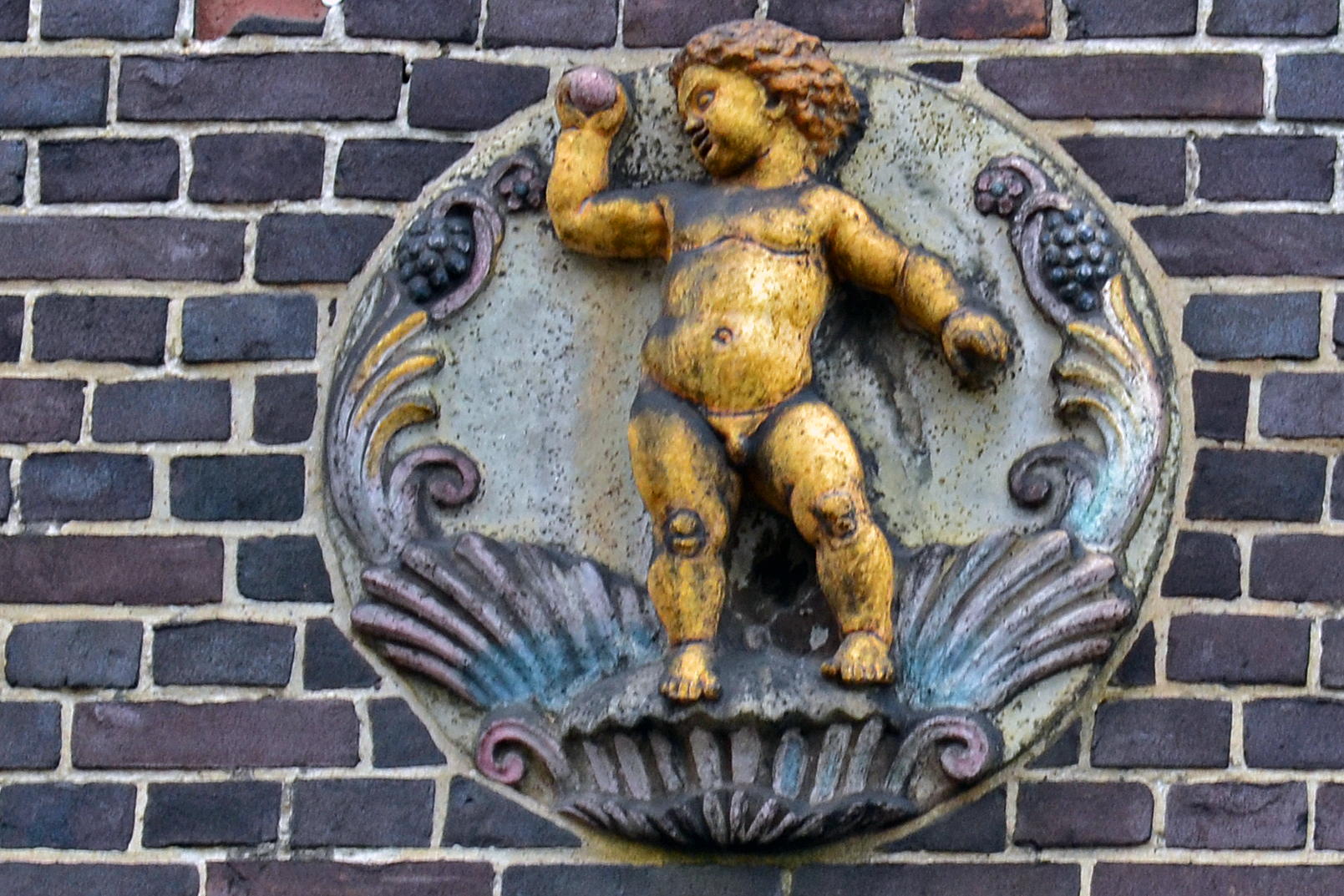
Putto